# Schlacht um Singapur
Luftangriff auf Singapur – Sarimbun Beach – Kranji – Bukit Timah – Pasir Panjang
1941

Thailand – Malaiische Halbinsel – Pearl Harbor – Hongkong – Philippinen – Guam – Wake – Force Z – Borneo
1942

Burma – Rabaul – Singapur – Sumatra – Timor – Australien – Java – Salamaua–Lae – Bougainville/Buka – Shortland-Inseln – Indischer Ozean – Port Moresby – Tulagi – Korallenmeer – Midway – Nordamerika – Buna-Gona – Kokoda-Track – Nauru/Ocean Island
Die Schlacht um Singapur zwischen japanischen und alliierten Einheiten fand im Zweiten Weltkrieg während des Pazifikkriegs vom 8. bis zum 15. Februar 1942 statt.
Der Fall von Singapur war die größte Niederlage einer von britischen Offizieren geleiteten Streitmacht in der Geschichte. Über 80.000 britische, indische und australische Soldaten gingen in Kriegsgefangenschaft. Während des zuvor erfolgten japanischen Malaya-Feldzugs waren 50.000 Mann gefangen genommen worden.

## Vorgeschichte
Als die 25. Japanische Armee unter dem Befehl Yamashita Tomoyuki im Dezember 1941 die Invasion von Malaya startete, stellte sich ihnen das 3. Korps der indischen Armee mit der 27. Australischen Brigade und einigen Bataillonen der britischen Armee entgegen. Zwar war die Kampfstärke der japanischen Landetruppen im Norden Malayas nur geringfügig größer, doch dank ihrer Luftüberlegenheit, der Anzahl der eingesetzten Panzer und der Taktik der Infanterie und deren Kampferfahrung lagen die Vorteile deutlich auf Seiten der japanischen Armee.
Gerade die Kontrolle des Luftraumes ermöglichte den Japanern die Versenkung der beiden Großkampfschiffe Prince of Wales und Repulse, die zuvor als Trumpfkarte der Alliierten gegolten hatten.
Japanische Einheiten rückten auf der malaiischen Halbinsel weiter vor in Richtung auf die sogenannte unbezwingbare Festung; die Insel Singapur, einen Dreh- und Angelpunkt des ABDACOM, des ersten gemeinsamen alliierten Kommandos im Zweiten Weltkrieg.
Bis zum 31. Januar 1942 hatten sich sämtliche britischen, australischen und indischen Einheiten unter Generalleutnant Arthur Percival nach Singapur zurückgezogen.

## Vorbereitungen
Arthur Percival standen für die Verteidigung der Festung 85.000 Soldaten zur Verfügung. Diese setzten sich aus 17 indischen, 13 britischen, 6 australischen und 2 malaiischen Bataillonen sowie der  britischen 18. Infanterie-Division unter Generalmajor Merton Beckwith-Smith zusammen.
Im Nordwesten wurde die Hauptinvasion erwartet. Für diesen westlichen Bereich übergab Generalleutnant  Percival Generalmajor Gordon Bennett das Kommando über zwei Brigaden der australischen 8. Division. Die Gegend dort zeichnete sich durch Mangrovenbewuchs, Sümpfe und Dschungel aus, der gelegentlich von Flüssen und Bächen durchbrochen wurde. Der unerfahrenen 22. Brigade wurde ein gewaltiger, 16 km langer Abschnitt im Westen und der 27. Brigade, die schon während des Rückzugs durch Malaya ein Bataillon verloren hatte, ein ca. 3,5 km langer Abschnitt im Norden zur Verteidigung zugewiesen. Die Infanteriepositionen wurden vom gerade eingetroffenen 2. und 4. Australischen Maschinengewehr-Regiment unterstützt. Auch die 44. Indische Infanteriebrigade stand unter dem Befehl von Bennett.
Das von Generalleutnant Lewis Heath befehligte III. indische Korps mit der 11. Indischen Division, der 18. Britischen Division und der 15. Indischen Infanteriebrigade wurde der Nordsektor zur Verteidigung zugewiesen. Die Festung Singapur mit den umliegenden Siedlungen im Südosten stand unter dem Kommando von Generalmajor Frank Keith Simmons mit offiziell 18 Bataillonen. Dazu gehörten die 1. Malayische Infanteriebrigade, die 12. Indische Infanteriebrigade sowie die Freiwilligenbrigade der Siedler.
Durch den Einsatz von Luftaufklärern, Kundschaftern, in die Stadt eingeschleusten Agenten und hochgelegenen Aussichtspunkten an der Meerenge, wie beispielsweise dem Palast des Sultans von Johore, waren General Yamashita und seinem Führungsstab die Positionen der Alliierten gut bekannt. Seit dem 3. Februar ließ er die Alliierten mit Artillerie beschießen. Auch die japanischen Luftangriffe nahmen in den nächsten fünf Tagen zu, während die Royal Air Force mit 10 Hawker-Hurricane-Kampfflugzeugen dagegenhielt. Allerdings stand den Alliierten insgesamt keine nennenswerte Luft- oder Artillerieunterstützung zur Verfügung. Hingegen waren die Bombardierungen aus der Luft und der Artilleriebeschuss seitens der Japaner so intensiv, dass sie mit denen des Ersten Weltkriegs verglichen wurden. Zudem behinderten die den Hauptangriff vorbereitenden Attacken die Kommunikation zwischen den alliierten Kommandostellen und ihren Truppen so stark, dass die Verteidigungsvorbereitungen der Insel stark eingeschränkt wurden.

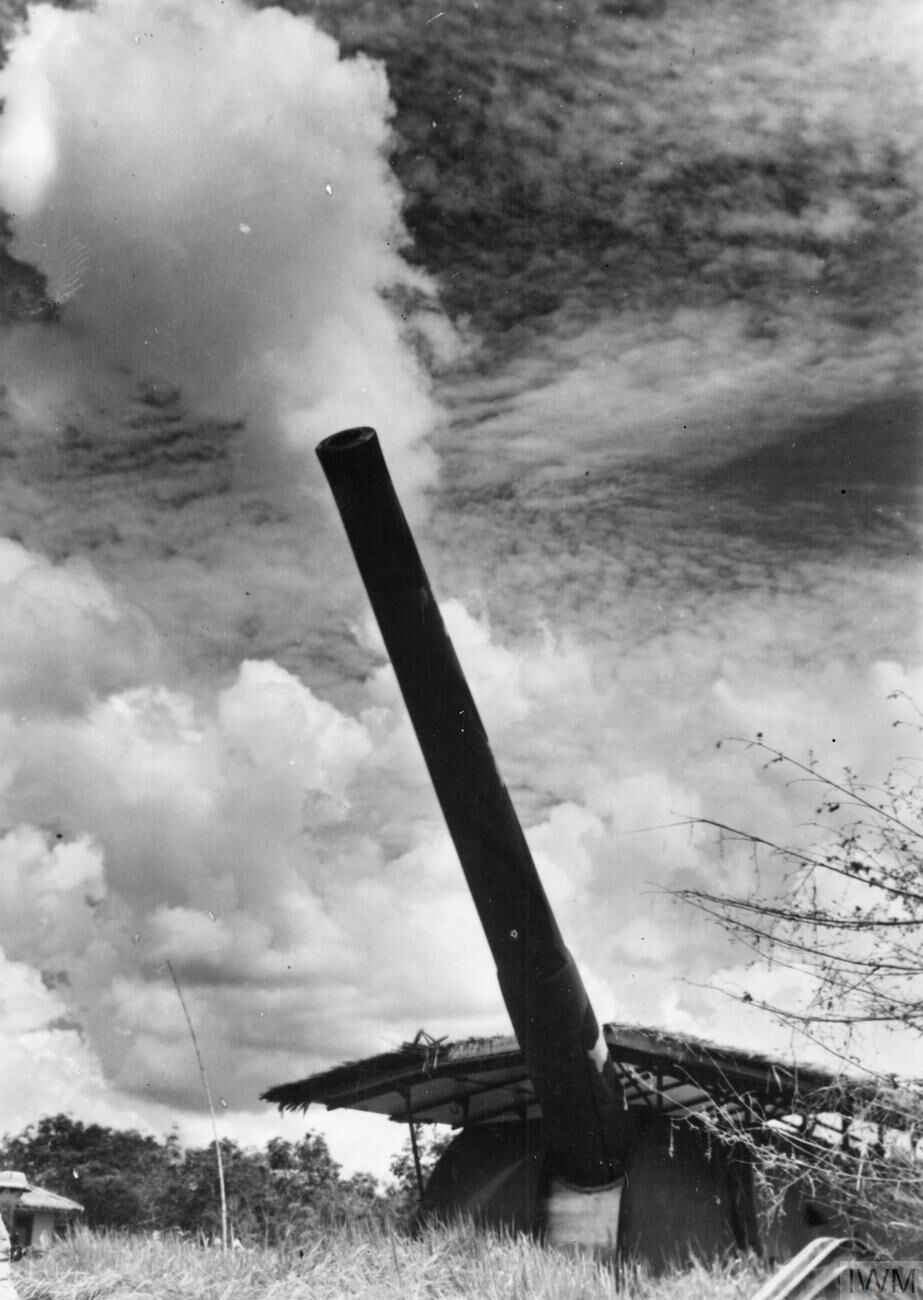
Eine der Großkanonen zur Küstenverteidigung von Singapur

Die berühmten großkalibrigen Kanonen von Singapur bestanden aus zwei Batterien, von denen eine aus drei und die andere aus zwei Kanonen mit Kaliber 38,1 cm bestanden, und waren nur mit panzerbrechenden Granaten ausgestattet, die zwar die Panzerung von Kriegsschiffen durchbrechen konnten, aber gegen Infanterie sehr ineffektiv waren. Obwohl sie für die Verteidigung gegen Angriffe von der See angelegt waren, konnten sie gedreht und die Japaner unter Beschuss genommen werden.
Auf Seiten der Japaner standen General Yamashita drei Divisionen mit über 30.000 Infanteristen zur Verfügung: die Kaiserlichen Garden unter Generalleutnant Takuma Nishimura, die 5. Division unter Generalleutnant Takuro Matsui sowie die 18. Division unter Generalleutnant Renya Mutaguchi. Der Kaiserlichen Garden war auch eine Brigade mit leichten Panzern unterstellt. Um die Infanterie schneller beweglich zu machen und mehr Versorgungsgüter durch die Truppe mitführen zu können, wurde die Truppe mit Fahrrädern beweglich gemacht.
Die britischen Truppen verfügten nur über einen unzureichenden Luftschirm, da nur sehr wenige und alte Flugzeuge, insbesondere Jäger zur Verfügung standen.

## Die Schlacht
Die Sprengung der Verbindungsstraße nach Singapur hatte den japanischen Angriff für mehr als eine Woche verzögert, doch mehr als diese Zeit hatten die Alliierten nicht gewonnen. Yamashita nahm sich mehrere Tage Zeit, um die Johore-Straße zu erkunden und den Truppen die Möglichkeit zu geben, sich vor seinem Angriff auf Singapur neu zu formieren. Während dieser Zeit wurde der Plan für die Invasion entwickelt. Die kaiserliche Garde-Division sollte am 7. Februar auf der nahe gelegenen Insel Palau Ubin einen Scheinangriff auf die Nordostseite Singapurs durchführen. Die 5. und die 18. Division sollten bis zum Abend des 8. Februar im dichten Dschungel verborgen bleiben und dann die Johore-Straße auf der Nordwestseite der Insel Singapur überqueren. Yamashita rechnete damit, dass der Feldzug innerhalb von vier Tagen zu Ende sein würde.
Am 8. Februar gegen 20:30 Uhr setzte die erste Welle der japanischen Angreifer, die aus 4000 Japanern der 5. und 18. Division bestand, mit Landungsbooten über und trafen bei der Landung auf australische Maschinengewehrschützen.
Je länger der Kampf dauerte, desto mehr setzten sich die Japaner durch. Die Anzahl ihrer Kämpfer stieg stetig an und ihre Artillerie, Flugzeuge und Aufklärungsarbeit gaben den Ausschlag zum näher rückenden Sieg. Im Nordwesten der Insel hatten sie Lücken in den Verteidigungslinien der Alliierten bei den Bächen und Flüssen ausgemacht. Gegen Mitternacht verloren die beiden australischen Brigaden den Funkkontakt untereinander und die 22. Brigade musste sich zurückziehen. Um 1:00 Uhr morgens landeten weitere japanische Einheiten im Nordwesten und die Australier mussten ihre letzten Reserven mobilisieren.
Im Morgengrauen des 9. Februar wurden Teile der 22. Brigade überrannt und die australischen Bataillone verloren mehr als 50 % ihrer Soldaten. Die Japaner verlegten nun das Hauptkampfgebiet weiter nach Süden, wo sie auf die 44. Brigade trafen. Über den Tag mussten sich die Alliierten immer weiter nach Osten zurückziehen. Die alliierten Befehlshaber entschieden sich dafür, eine zweite Verteidigungslinie aufzustellen.
Im Norden hatte die 27. Brigade bis zu diesem Zeitpunkt noch keinen Feindkontakt gehabt. Erst als die Kaiserlichen Garden um 10:00 Uhr am 9. Februar mit dem Übersetzen begannen, eröffneten sie mit Mörsern und Maschinengewehren das Feuer. Damit brachten sie den Japanern hohe Verluste bei, besonders als Öl in das Wasser abgelassen und angezündet wurde. Doch eine geringe Anzahl der Garden erreichten die Küste und konnte einen kleinen Brückenkopf etablieren.
Probleme in der Koordination des Widerstands und die nicht vorhandenen Möglichkeiten, die Fronttruppen zu entsetzen, schwächten mehr und mehr die Abwehrlinien der Alliierten. Nach einem verhängnisvollen Missverständnis und den fortdauernden Rückschlägen zog sich die 27. Brigade nun aus Kranji im zentralen Norden nach Westen zurück. Dabei ging auch die Kontrolle über die Kranji-Jurong-Anhöhe verloren.

### Der japanische Durchbruch

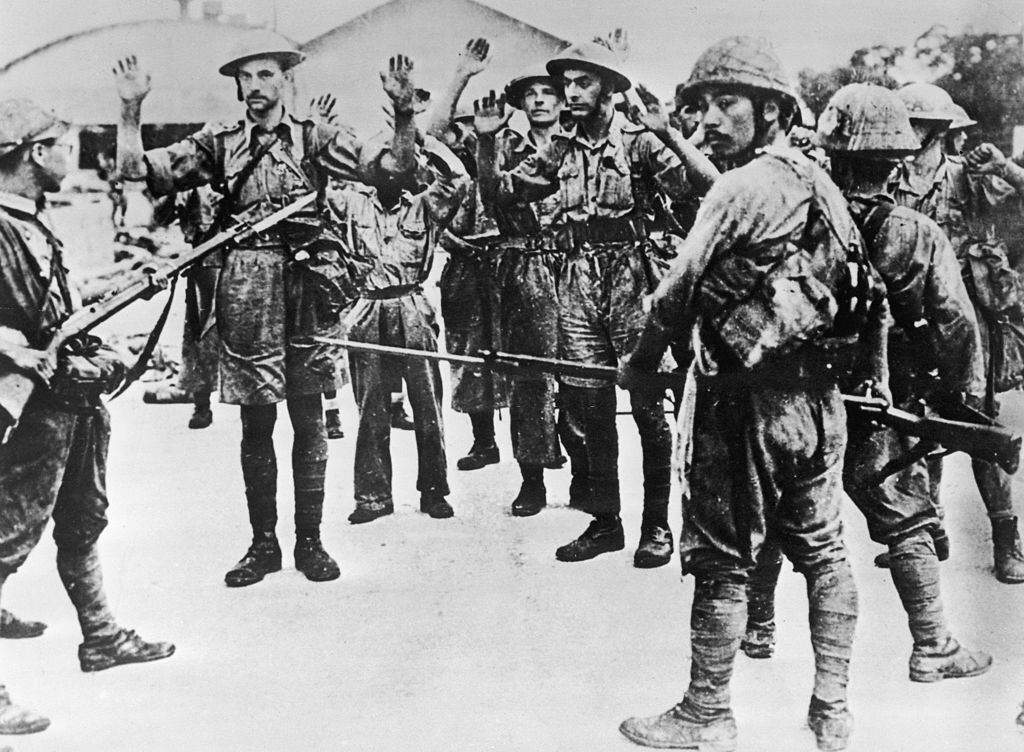
Japanische Soldaten bewachen britische Gefangene

Durch die jetzt bei Kranji entstandene Lücke konnten die Japaner Panzer an Land bringen und mit ihnen schnell Richtung Süden vorrücken, indem sie die 18. Division einfach umgingen. Allerdings gelang es den japanischen Panzereinheiten nicht, in die Innenstadt von Singapur vorzudringen.
Als Yamashita bewusst wurde, dass seine Truppen nur noch wenig Nachschub hatten, forderte er Percival auf, den „sinnlosen und hoffnungslosen Widerstand aufzugeben“. Zu diesem Zeitpunkt war die Stärke der 22. Brigade, die die Hauptlast der japanischen Angriffe tragen musste, auf ein paar hundert Mann zusammengeschrumpft, aber noch nicht ausgelöscht. Die Japaner hatten den Stadtteil Bukit Timah eingenommen und damit auch den Großteil der alliierten Munitions- und Brennstoffdepots. Ebenso hatten sie die Kontrolle über die Trinkwasserzufuhr erlangt.
Am nächsten Tag konnten die Alliierten einen kleinen Verteidigungsbereich im Südosten der Insel aufbauen und einige japanische Angriffe abwehren. Andere Einheiten erlitten schwere Verluste in Nahkämpfen, wie beispielsweise die 1. Malaiische Infanteriebrigade in der Schlacht bei Pasir Panjang. Die japanischen Truppen konnten so zwei Tage lang am weiteren Vordringen gehindert werden.
Nachdem die Alliierten am 13. Februar jedoch mehr und mehr Land preisgeben mussten, drängten die älteren Offiziere Percival zur Kapitulation, nicht zuletzt um höhere zivile Verluste zu vermeiden. Percival verweigerte dies, unter anderem weil Winston Churchill anordnete, Singapur bis zum Tode zu verteidigen: “Surrender is out of the question.”
Wie viele Opfer dieser Befehl brachte, ist nicht bekannt.
So ging die Schlacht auch am Folgetag weiter. Die Zahl der zivilen Opfer stieg, als eine Million Menschen sich in den von den Alliierten gehaltenen Bereich drängten und die japanischen Bombardierungen und Artillerieangriffe zunahmen. Vertreter der Stadtverwaltung vermuteten, dass die Trinkwasserversorgung bald zusammenbrechen würde.

#### Das Massaker im Alexandra-Hospital
Am 14. Februar gegen 13:00 Uhr erreichten japanische Soldaten das Alexandra-Militärhospital. Obwohl niemand Widerstand leistete, erschossen oder erstachen die Japaner mit ihren Bajonetten Patienten und medizinisches Personal. Am nächsten Tag zwangen sie 200 männliche Mitglieder des Personals und einige Patienten zu einem 400 m langen Marsch, obwohl viele nicht gehen konnten. Einige wurden getragen, und wer aus der Reihe fiel, wurde mit dem Bajonett erstochen. Die Männer wurden anschließend über Nacht gefangen gehalten und am nächsten Morgen systematisch mit dem Bajonett erstochen.

### Die alliierte Kapitulation

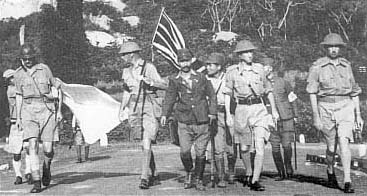
Lt. General Arthur Percival und weitere alliierte Offiziere kapitulieren mit einer Parlamentärsflagge (links). Angeführt werden sie von einem japanischen Offizier.

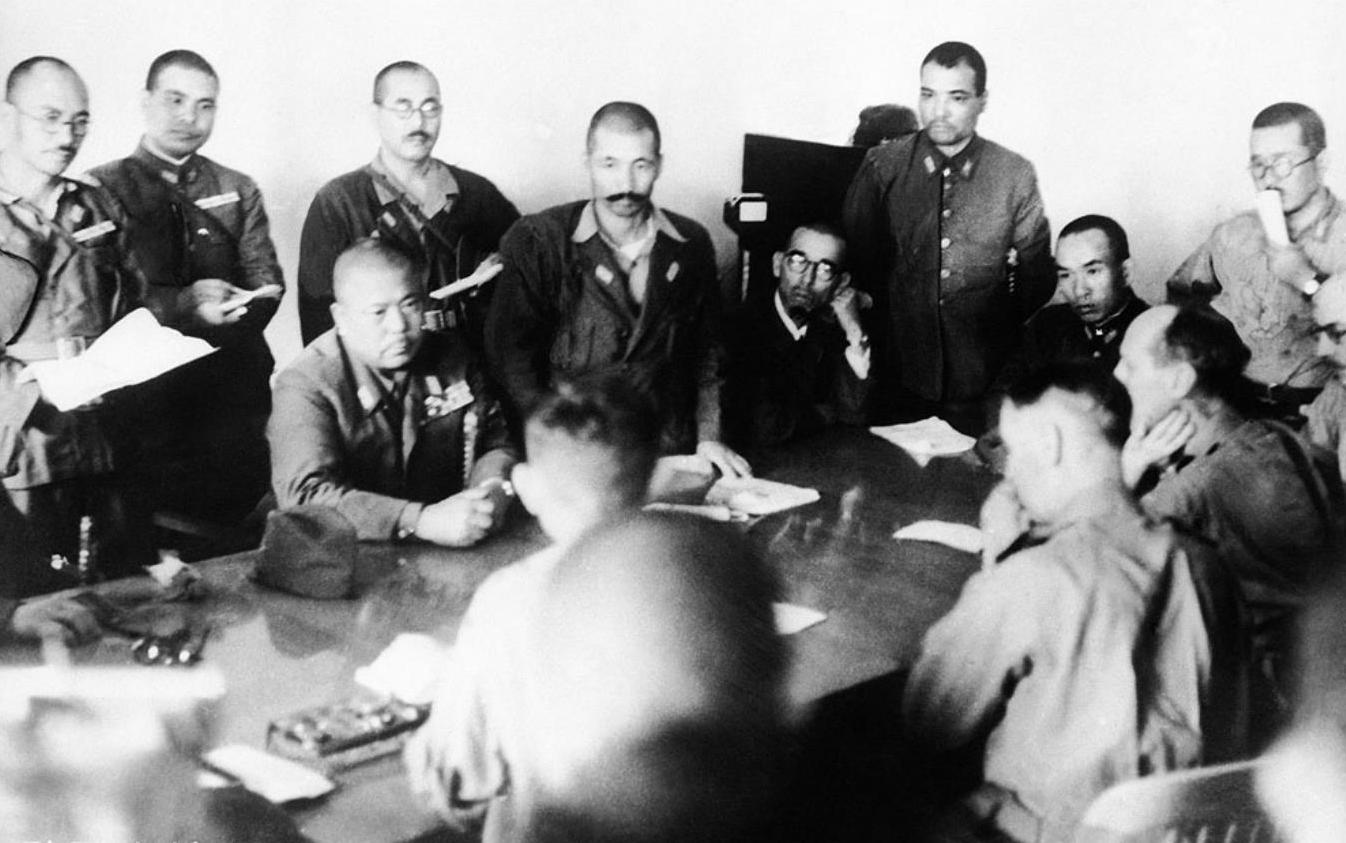
Yamashita und Percival bei den Kapitulationsverhandlungen

Am Morgen des 15. Februar durchbrachen die Japaner die alliierten Verteidigungslinien, und Essensvorräte und Munition wurden knapp. Nachdem sich Percival mit seinem Stab beraten hatte, setzte er sich mit den Japanern in Verbindung und kapitulierte formal kurz nach 17:15 Uhr in der Ford-Motorfabrik.
Das nun von den Japanern eroberte Singapur wurde in Shōnan-tō (昭南島) umbenannt. Während der nächsten dreieinhalb Jahre litten die Einwohner bittere Not unter der Besatzungsmacht, die im Sook-Ching-Massaker gipfelte.
Die alliierten Soldaten gingen in japanische Gefangenschaft und wurden dort ebenfalls sehr schlecht behandelt. Viele saßen in Singapur im Kriegsgefangenenlager Changi im Osten der Insel. Tausende wurden über ganz Asien verteilt und mussten als Sklavenarbeiter an Projekten wie der Eisenbahnlinie von Siam nach Burma (Death Railway) oder dem Sandakan-Flugfeld im Norden Borneos mitarbeiten, wo viele von ihnen umkamen.